# St. Paul (Esslingen am Neckar)

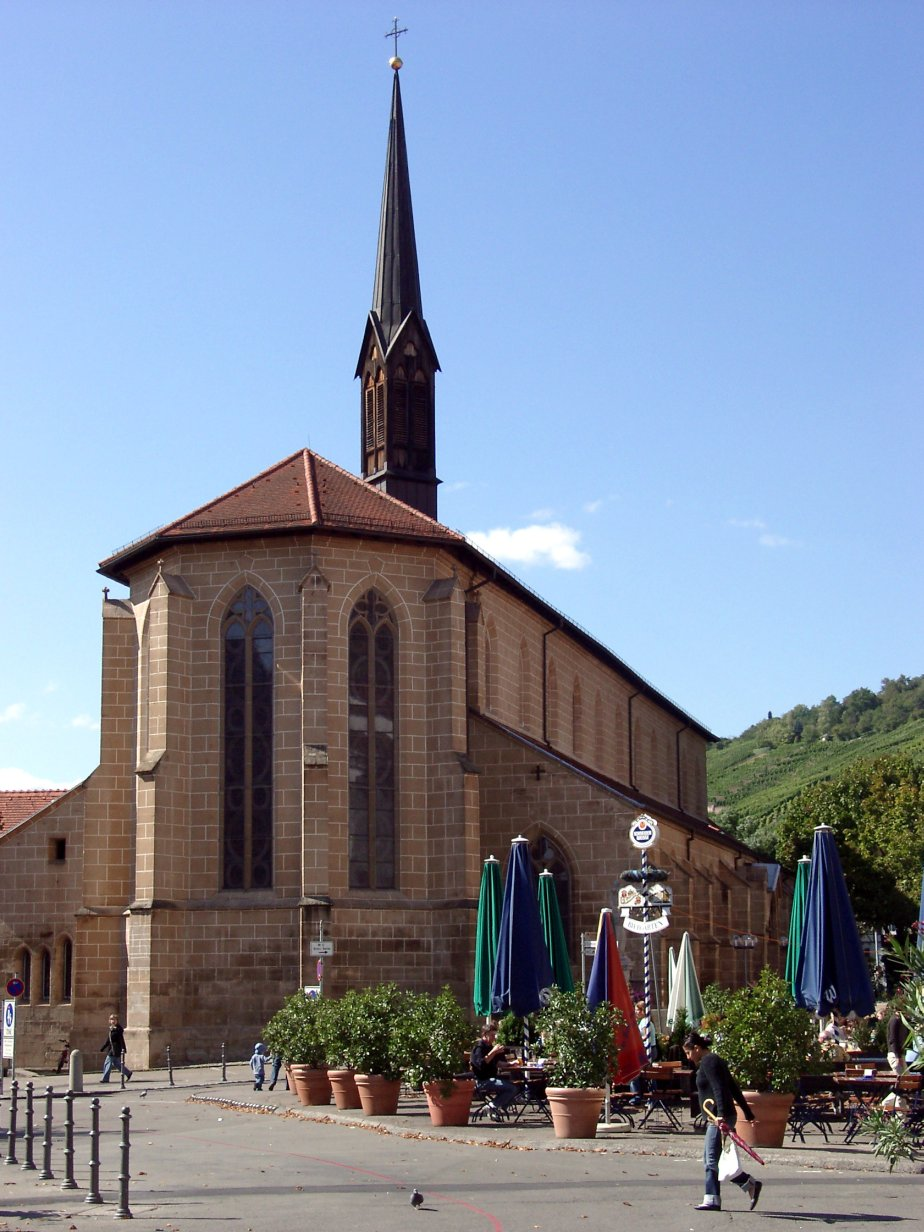
Das Münster St. Paul von Osten

Das katholische Münster St. Paul in Esslingen am Neckar ist ein frühgotischer Sakralbau aus dem 13. Jahrhundert. Die Kirche des ehemaligen Dominikanerklosters gilt als älteste erhaltene Bettelordenskirche Deutschlands. Sie steht am westlichen Rand des Marktplatzes und gehört zusammen mit der evangelischen Stadtkirche St. Dionys und der am Hang liegenden Frauenkirche zu den prägenden Kirchengebäuden der Innenstadt.

## Geschichte
Der Grundstein zur Kirche wurde 1233 gelegt, zugleich mit dem Grundstein des Dominikanerklosters. Der eigentliche Bau begann aber erst 1255. Im April 1268 weihte der bedeutende Dominikanertheologe Albertus Magnus die Kirche. Die dreischiffige Säulenbasilika wurde damit die erste gewölbte Dominikanerkirche in Deutschland. In den ersten Jahrhunderten diente die Kirche auch als Begräbnisstätte. Das älteste erhaltene Ausstattungsstück ist die Grabplatte des Augsburger Weihbischofs Johannes Haiterbach, der 1447 in Esslingen starb. Die Platte ist aus rotem Marmor gearbeitet. 
Die Kirche wurde während des Bildersturms im 16. Jahrhundert ihres übrigen Schmucks großenteils beraubt; 1532 gaben die Dominikaner Kloster und Kirche auf. Bis 1802 wurde diese dann für evangelische Gottesdienste genutzt, danach diente sie als Futtermagazin, Lagerraum, Kelter und Waaghaus. Von 1827 bis 1832 wurden in dem Gebäude die Esslinger Liederfeste unter Karl Pfaff abgehalten. Im Jahr 1861 kaufte die katholische Kirchengemeinde in Esslingen das Münster für 15.000 Gulden. In der Zeit bis zur neuerlichen Weihe 1864 wurde das Pfarrhaus in der Augustinerstraße 5 errichtet. Das an die Kirche anschließende Klostergebäude wurde seit den Tagen der Reformation als Waisenhaus und Schule genutzt und beherbergt heute die Waisenhofschule.

## Bauwerk
Ursprünglich war die Nordseite der schlicht gehaltenen Kirche als Schaufassade angelegt worden, an der sich auch – im sechsten Joch – das Hauptportal befand. Es war einer wichtigen Straße, die auf das Mettinger Tor zuführte, zugewandt. Durch die Umgestaltung der Umgebung im 20. Jahrhundert hat die Lage der Kirche an Attraktivität verloren. Der Haupteingang befindet sich nun auf der Westseite, die einst nur zehn Meter von der Stadtmauer entfernt war. Statt eines Turmes trägt das Münster St. Paul nur einen Dachreiter. Chor und Langhaus sind nicht voneinander abgesetzt, es gibt kein Querhaus. Mit einer 1664 erfolgten Überarbeitung der Außenfassung der Kirche wurde eine weiße Fugenzeichnung zwischen den Sandsteinquadern angelegt. Diese wurde bei einer Restaurierung im Jahr 1994 wieder hergestellt.

## Ausstattung
Die Fenster des östlichen Seitenschiffs aus dem Jahr 1934 stammen von Adolf Saile. Die farbigen Glasfenster im polygonalen Chor mit Motiven aus den Paulusbriefen und das Fenster über der Orgelempore wurden 1961 von Wilhelm Geyer gestaltet. Sie zeigen in kleinen Medaillonbildern Szenen des Alten Bundes und auf größeren Flächen die Erfüllung im Neuen Bund. Die fünf Chorfenster wurden am Palmsonntag 1962 der Öffentlichkeit vorgestellt, waren jedoch anfangs nicht unumstritten. Die gelbgrünen Töne wurden von Walter Supper, dem damaligen Hauptkonservator der Denkmalpflege, gar als „pervers-infernale Farbe“ kritisiert und mussten nachträglich durch Übermalung gemildert werden. Weitere Fenster wurden 1995 von Emil Kiess und 2003 von Johannes Schreiter gestaltet.
Ulrich Rückriem schuf 1994 Ambo, Altar und Taufstein sowie eine Stele, auf der eine Pietà von Johannes Retzbach ihren Platz fand.
Seit 1927 wird alljährlich eine Weihnachtskrippe von Sebastian Osterrieder im Münster St. Paul aufgestellt.

## Orgel
Die Orgel wurde 1966 von der Orgelbaufirma Rieger (Schwarzach, Vorarlberg) erbaut und 1994 renoviert. Das Instrument hat 41 Register auf drei Manualen und Pedal. Die Spieltrakturen sind mechanisch, die Registertrakturen elektrisch.
| I Rückpositiv C–g3 |       |
| Salicional         | 8′    |
| Rohrflöte          | 8′    |
| Principal          | 4′    |
| Koppelflöte        | 4′    |
| Sesquialter II     | 2 ⁄3′ |
| Gemshorn           | 2′    |
| Quinte             | 1 ⁄3′ |
| Scharff IV         | 1′    |
| Schalmei           | 4′    |
| Krummhorn          | 8′    |
| Tremulant          |       |

| II Hauptwerk C–g3 |       |
| Pommer            | 16′   |
| Principal         | 8′    |
| Holzflöte         | 8′    |
| Octave            | 4′    |
| Quinte            | 2 ⁄3′ |
| Superoctave       | 2′    |
| Mixtur IV-VI      | 1 ⁄3′ |
| Cornett VI        | 8′    |
| Trompete          | 16′   |
| Trompete          | 8′    |
| Tremulant         |       |

| III Brustwerk C–g3 |        |
| Holzgedackt        | 8′     |
| Quintade           | 8′     |
| Rohrflöte          | 4′     |
| Principal          | 2′     |
| Nachthorn          | 2′     |
| Terz               | 1 3⁄5′ |
| Octave             | 1′     |
| Zimbel III         | 1⁄3′   |
| Dulcian            | 16′    |
| Vox Humana         | 8′     |
| Tremulant          |        |

| Pedal C–f1    |         |
| Principalbass | 16′     |
| Subbass       | 16′     |
| Quintbass     | 10 2⁄3′ |
| Octave        | 8′      |
| Subbass       | 8′      |
| Zink III      | 5 1⁄3′  |
| Rohrpfeife    | 4′      |
| Choralbass V  | 4'      |
| Posaune       | 16′     |
| Trompete      | 8′      |
| Trompete      | 4′      |

- Koppeln: I/II, III/II, I/P, II/P, III/P
- Spielhilfen: sechs mechanische Setzerkombinationen

Seit 1985 ist Felix Muntwiler Kirchenmusiker der St.-Pauls-Gemeinde. Er leitet unter anderem den Münsterchor St. Paul.

## Galerie

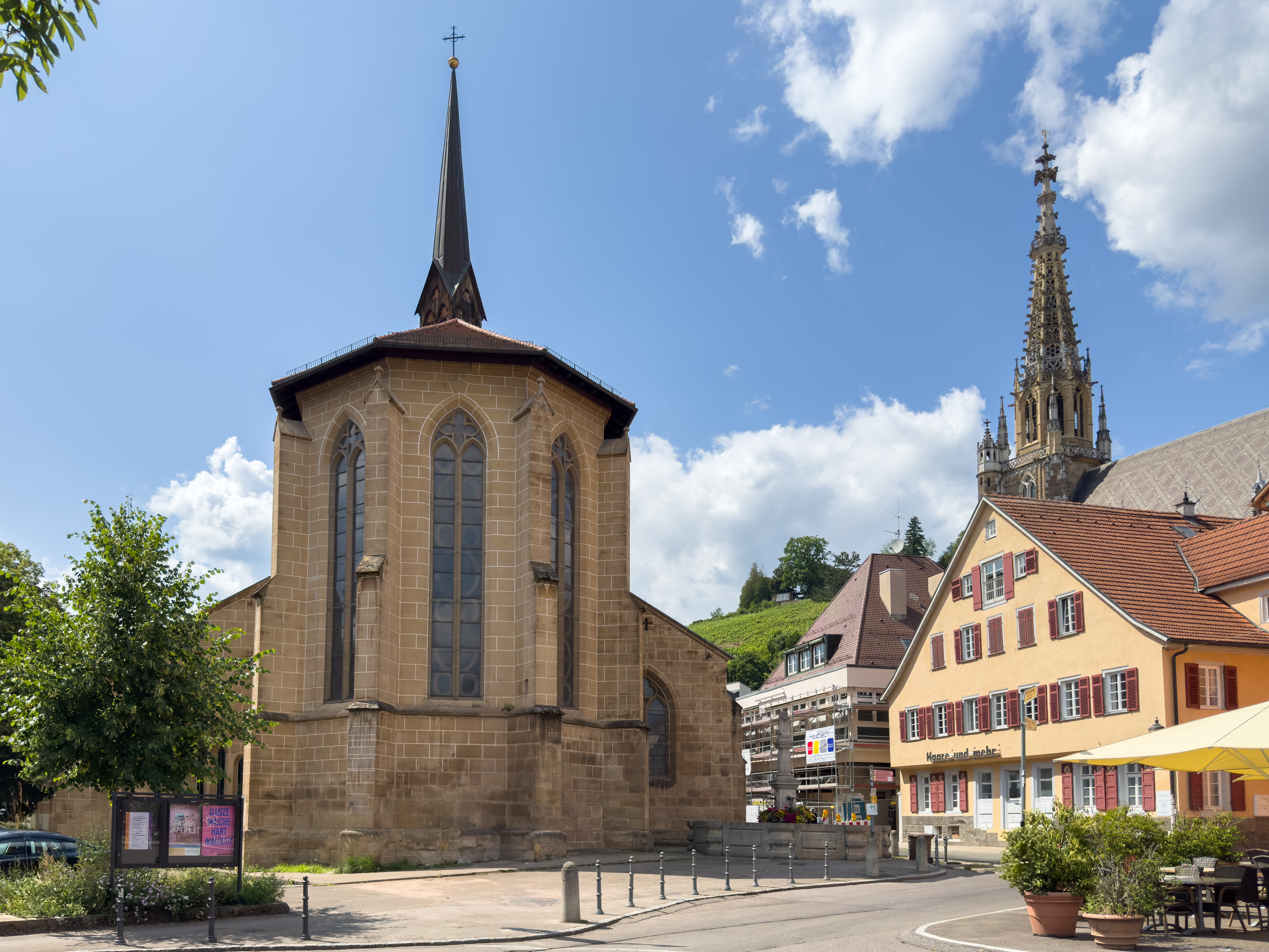
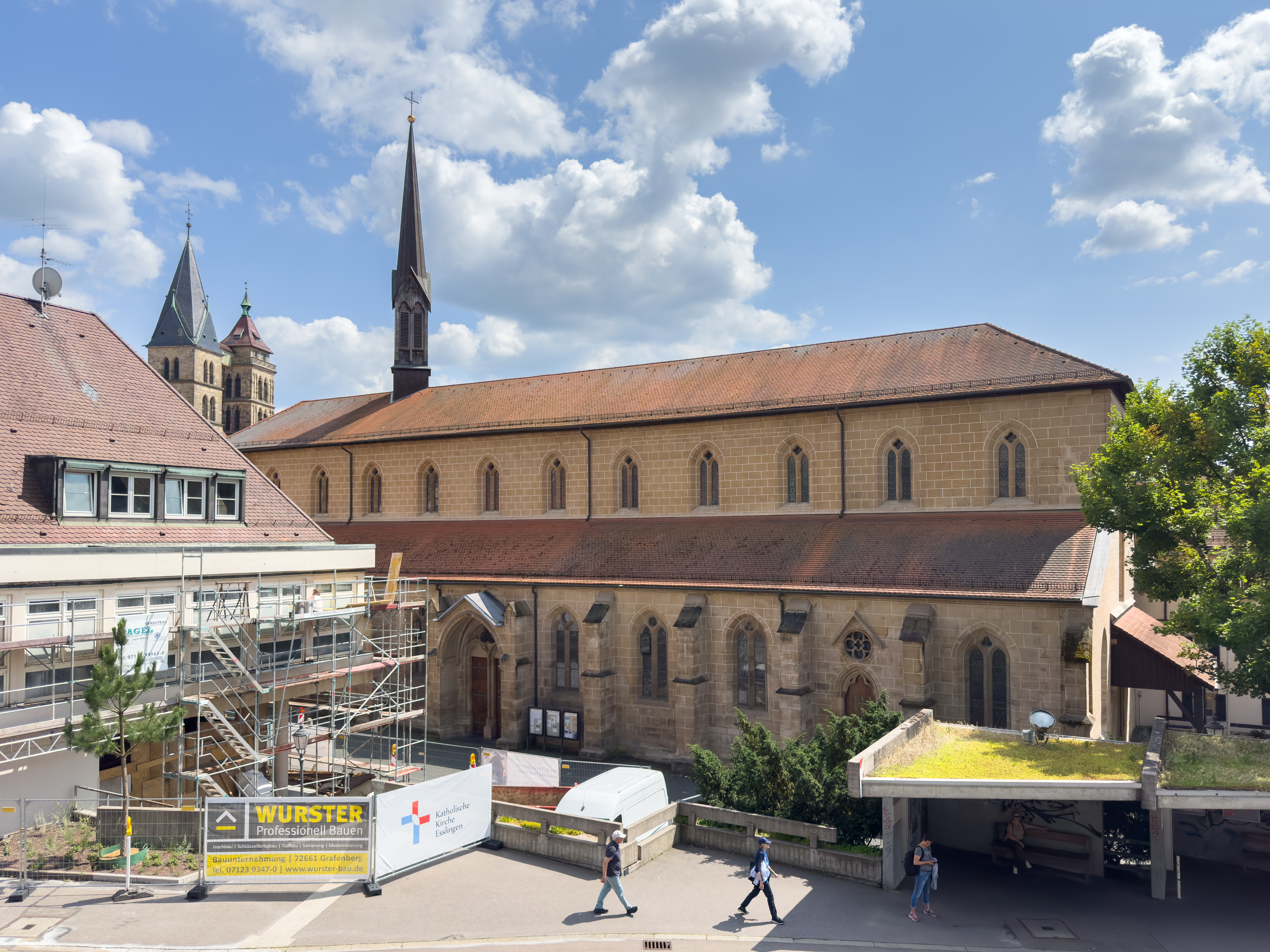
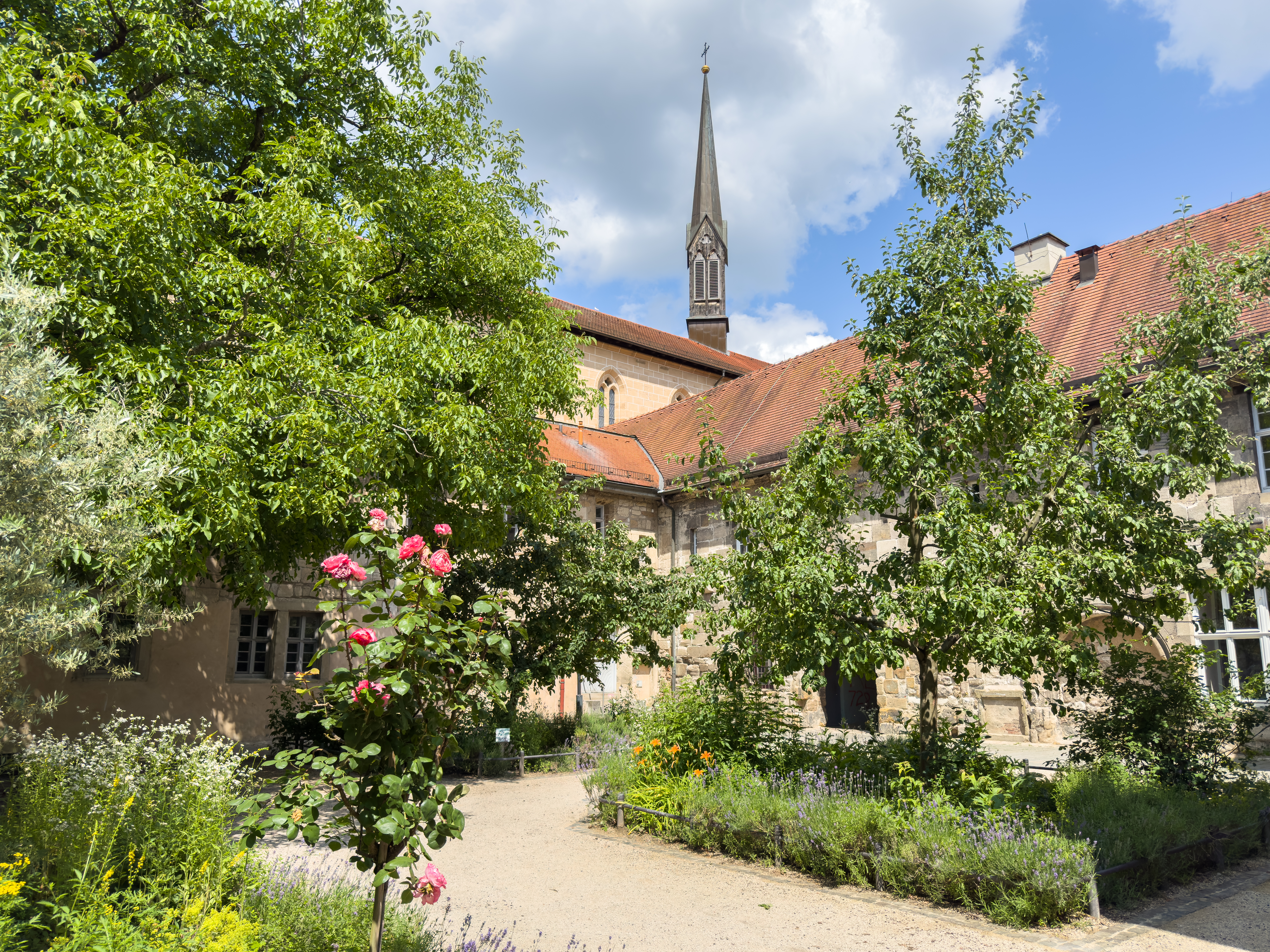
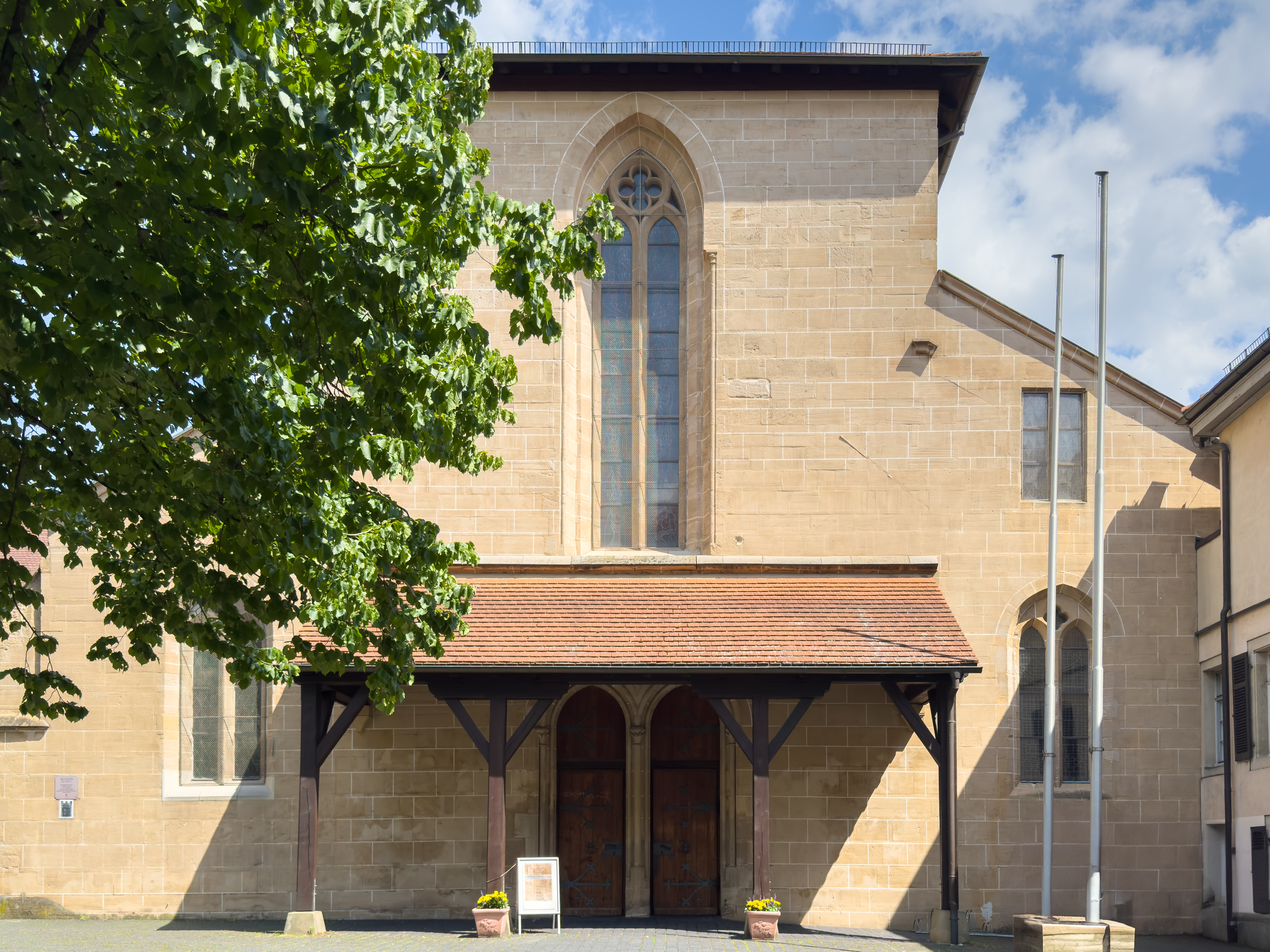
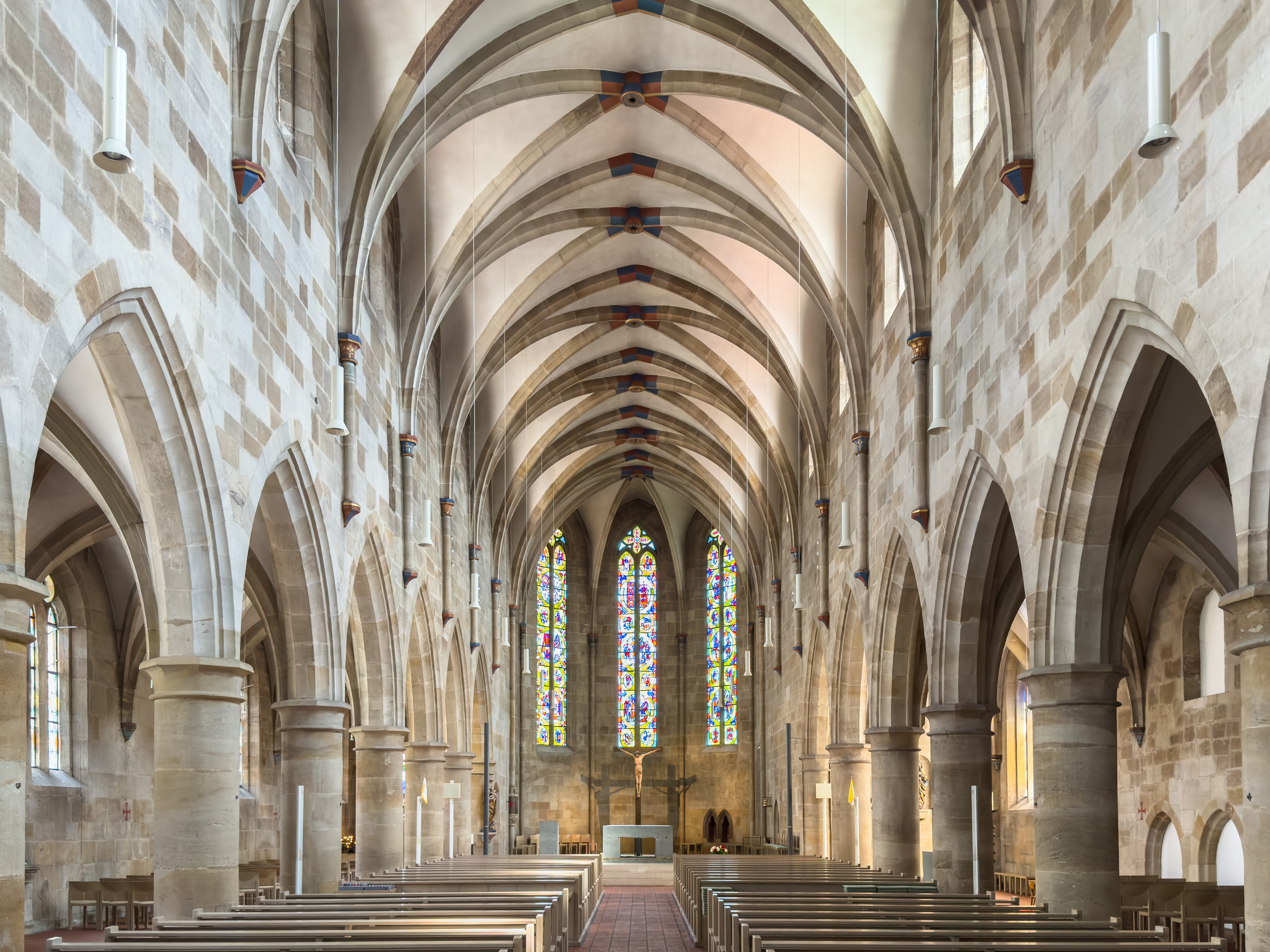
Kirchenschiff
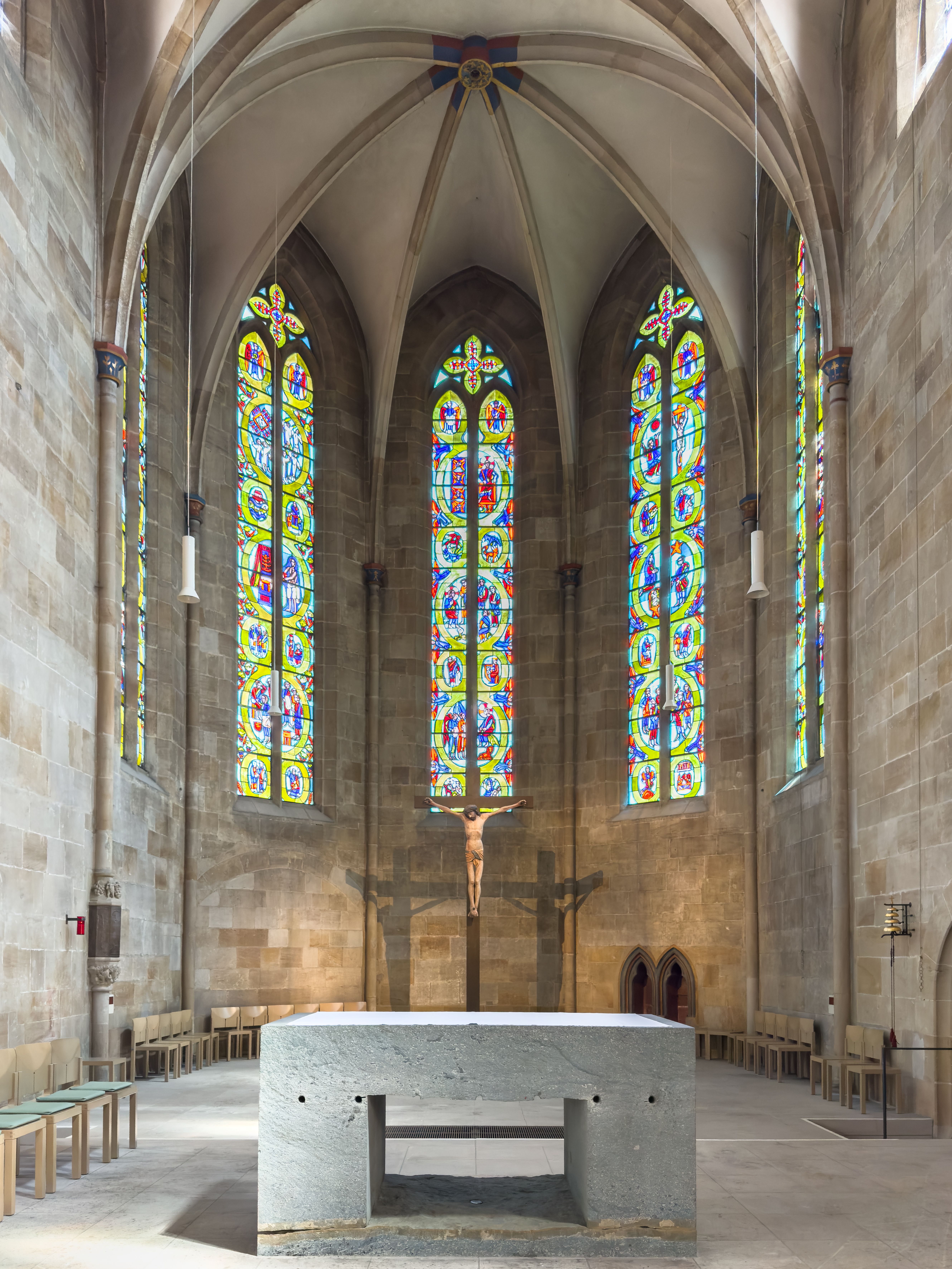
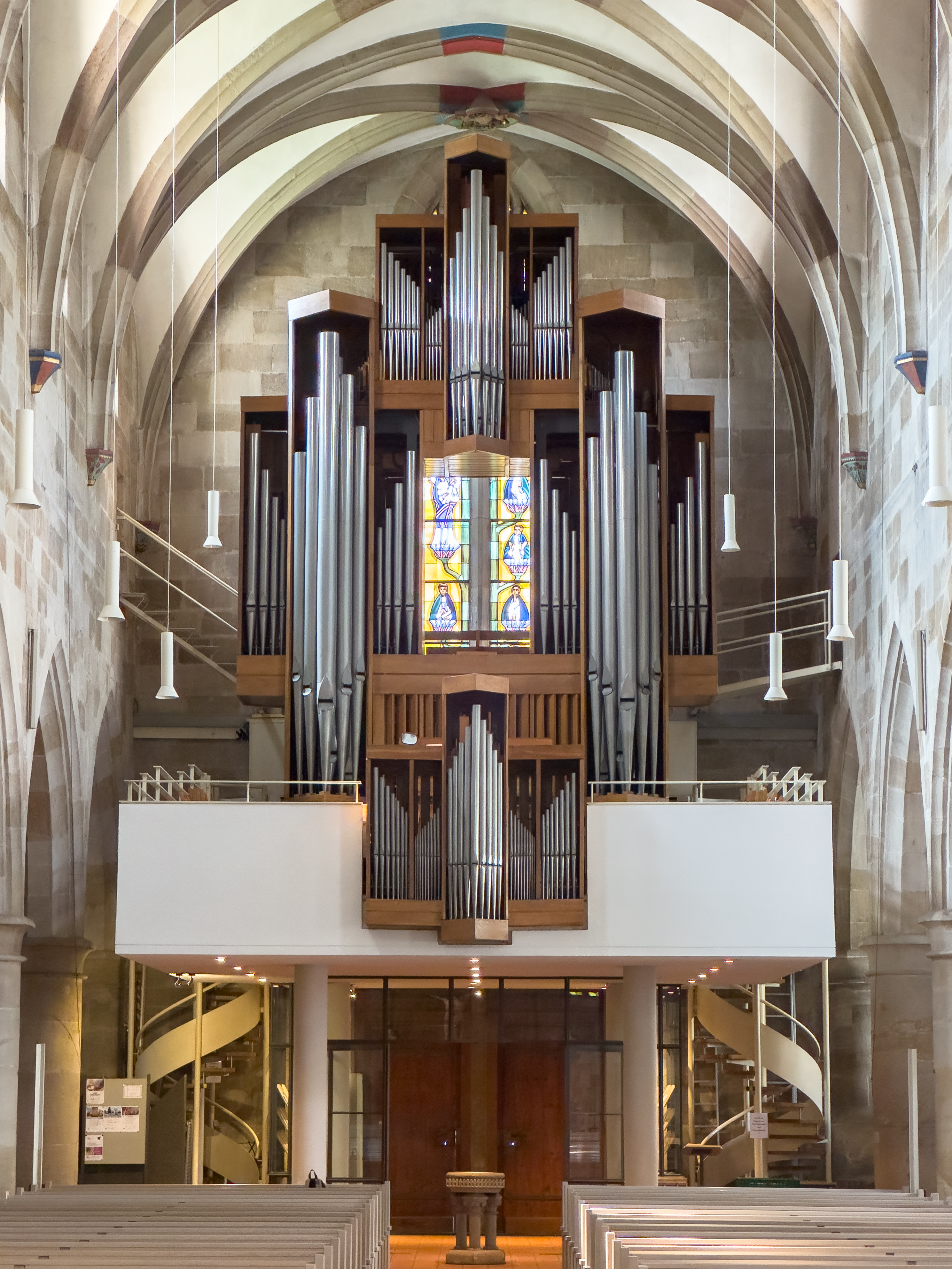
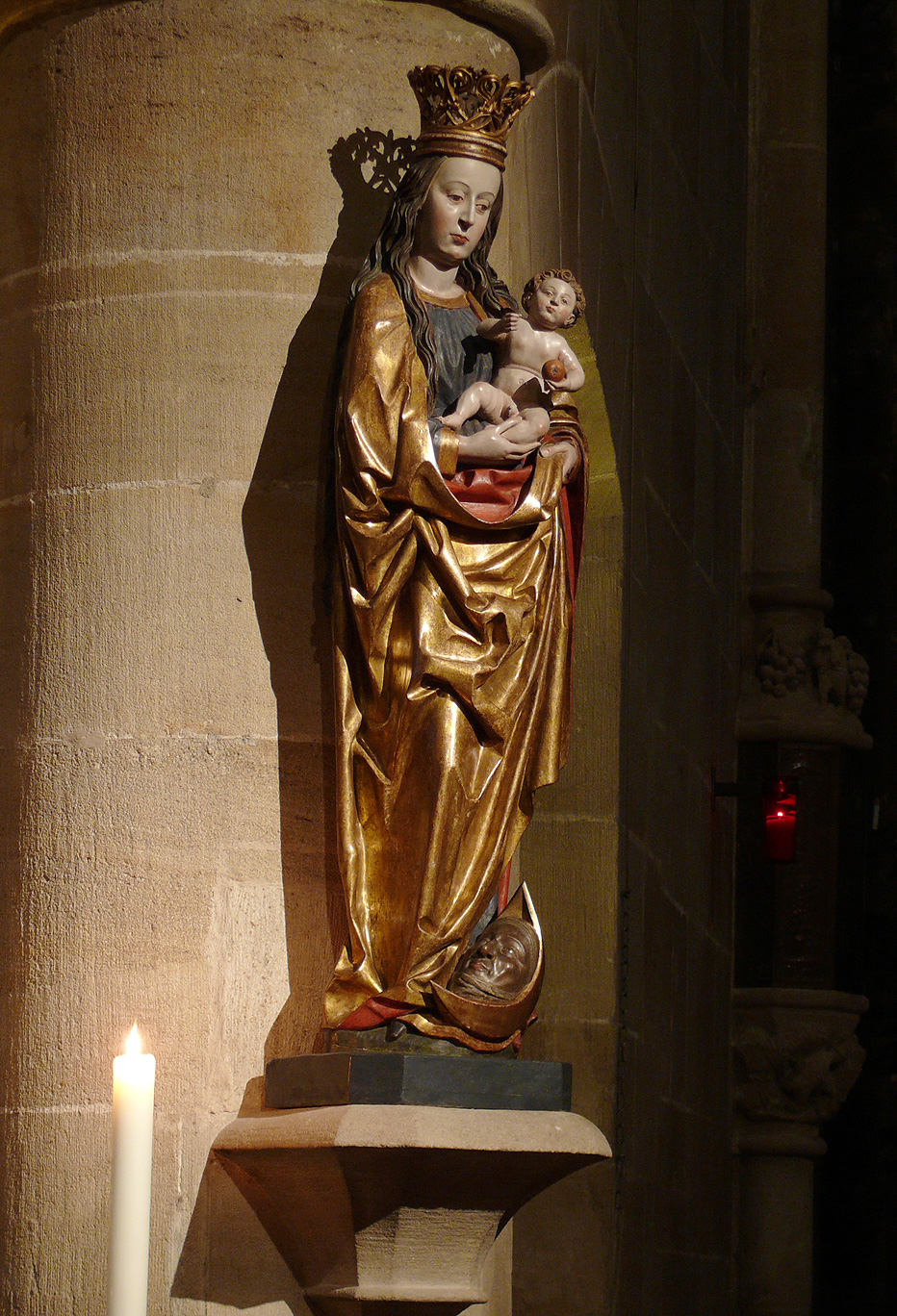
Weckmann-Madonna
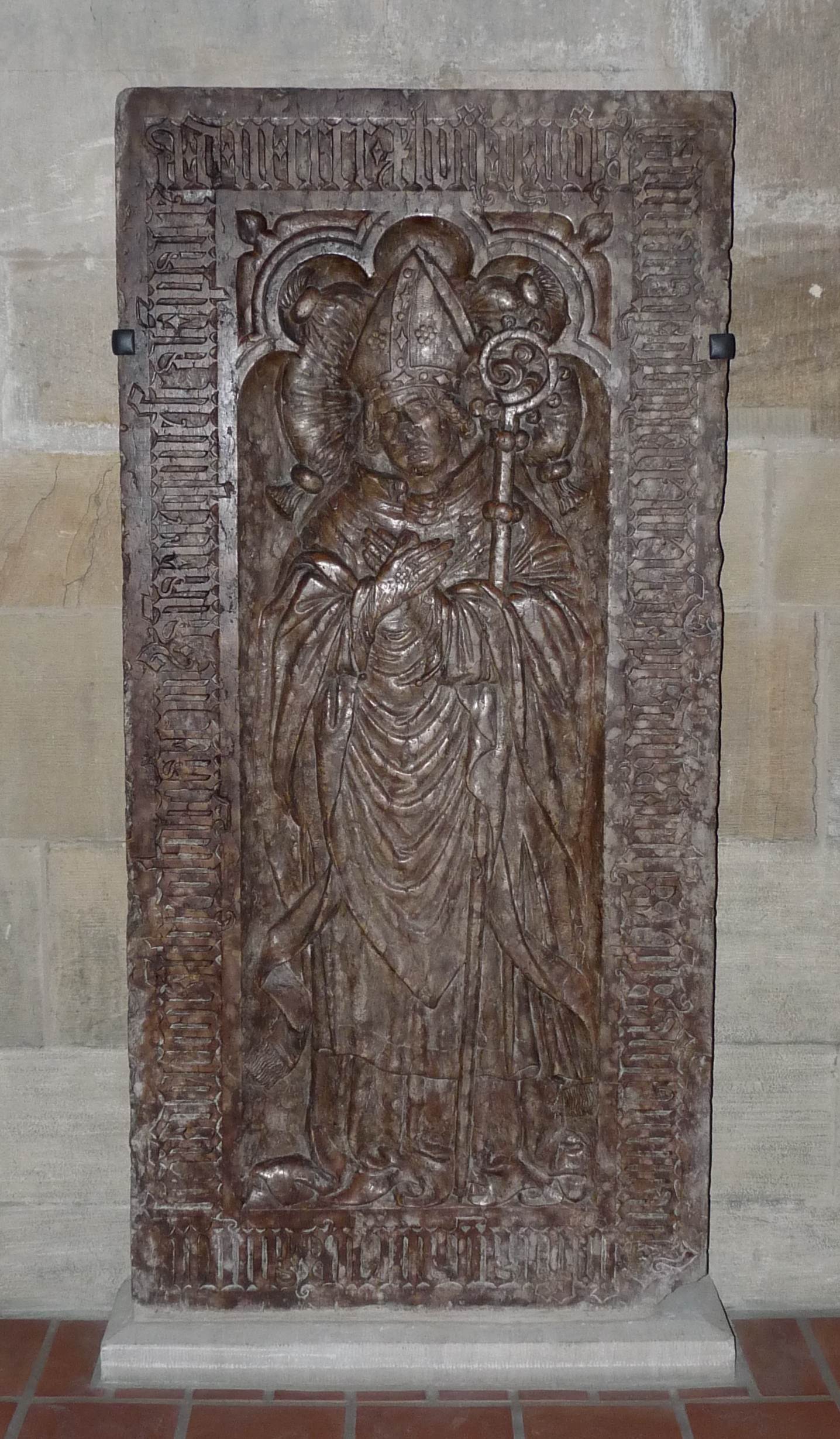
Grabplatte
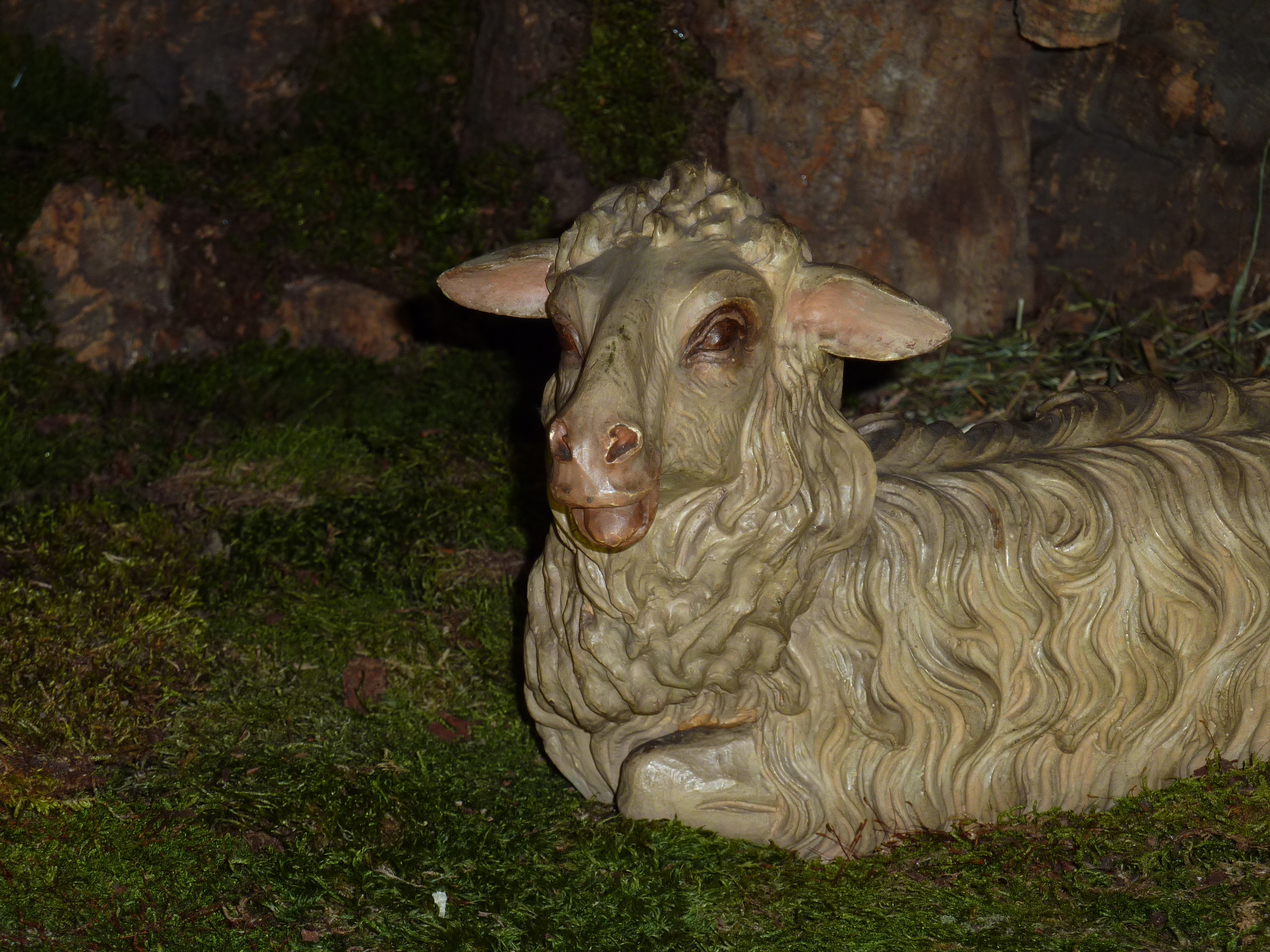
Krippenfigur von Osterrieder